# Pharmacie de l'Hôtel-de-Ville de Tallinn
La pharmacie de l'Hôtel-de-Ville (estonien : Raeapteek); allemand : Ratsapotheke) est une pharmacie historique située  place de l'hôtel de ville dans le centre de la ville de Tallinn, en Estonie. 
Elle date du XVe siècle.

## Histoire
La Raeapteek est actuellement la plus ancienne pharmacie d'Europe en activité. La date d'ouverture précise de la pharmacie n'est pas connue ; certains historiens la font remonter à 1415. On sait cependant que le dénommé Nuclawes est cité en 1422 comme étant son troisième pharmacien. Ce dernier mentionne dans un registre du conseil municipal de l'époque que les propriétaires de la pharmacie sont alors dix nobles hommes germano-baltes dont la majorité sont conseillers de Tallinn. Johann Molner, cité comme pharmacien de la pharmacie de l'Hôtel-de-Ville en 1426, vend ses droits de pharmacie à un certain Hermann. L'inflation de l'époque plonge les finances de la ville dans le chaos et Molner ne peut payer ses dettes. Les prix des matières premières augmentent et les épices et herbes médicinales deviennent inaccessibles au commun des mortels.

Les pharmaciens de la Raeapteek sont ensuite Sébastien Conrad (1528) et Walfgang Holzwirth (1552). Dans un contexte d'épidémie, le Mairie ne parvient pas à employer un nouveau pharmacien et confie sa gestion au barbier chirurgien Hans Paduel. Ce dernier meurt cependant de la peste (?) le 11 novembre 1580. C'est cette même année qu'arrive Johann Burchart von Belavary de Sykava, introduit par Christopher Limpecker, ancien pharmacien de la cour de Courlande.
L'architecte et sculpteur Arent Passer participe, dans la première moitié du XVIIe siècle, à la restauration et à l'agrandissement de la pharmacie, ainsi qu'à certains éléments décoratifs (colonnes).

### La famille Burchart (Burchard): 1582-1911
Les Burchard, famille germano-balte d'origine hongroise, est la famille la plus étroitement associée à l'histoire de la pharmacie, couvrant plus de 325 années sur dix générations.
Entre 1579 et 1581 arrive de Bratislava un certain Johannes Burchart I, né János Both Bélaváry de Sykava, un hongrois qui quitte sa patrie sous la contrainte et dont la famille tiendra la pharmacie de 1582 à 1911, soit pendant dix générations. Il prend le surnom de « Burchart », ou « Burchard »,  et son prénom, « Johann », sera donné à l'aîné de chaque génération en souvenir de l'ancêtre proscrit.
Les Burchart, outre le fait d'être apothicaires, ou pharmaciens, sont également le plus souvent médecins. Ils jouent un rôle significatif dans la vie de la ville de Tallinn. En 1688, Johannes IV Burchart est finalement en mesure d'acheter la pharmacie à la municipalité pour 600 thalers. Les obligations, droits et devoirs de la famille envers la pharmacie sont confirmés par un privilège du roi Charles XI de Suède.

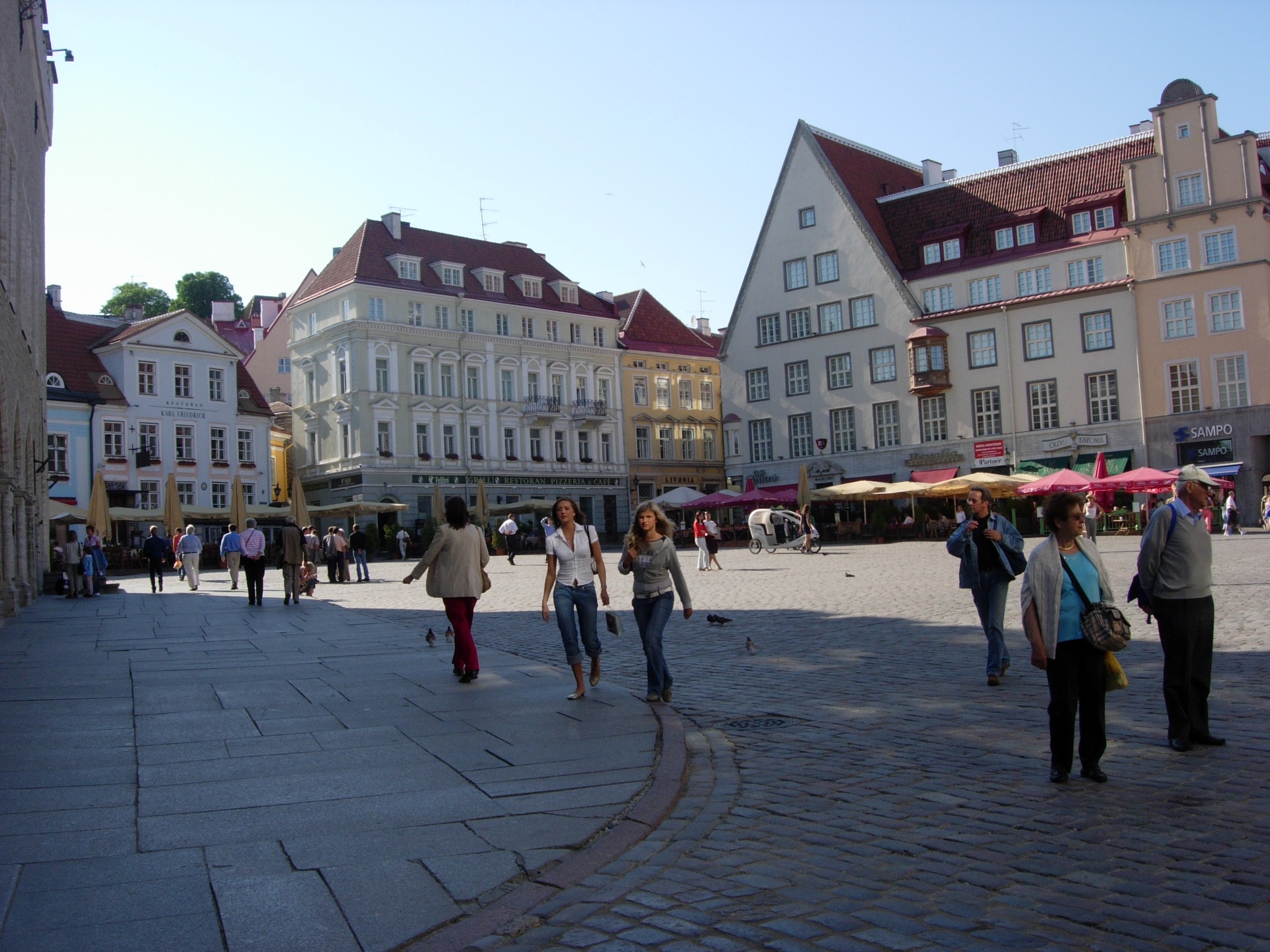
Place de l'Hôtel-de-Ville de Tallinn

En 1710, Johannes Burchart V commence sa carrière dans un Tallinn ravagé par la peste noire. Lorsque Tallinn capitule devant l'armée russe dans la grande guerre du Nord, il est l'un des premiers à fournir des médicaments à l'armée. En 1716, il devient le médecin de la ville (stadtphysicus), de la garnison et de l'hôpital naval.
La renommée de la famille Burchart devient si grande qu'en 1725 le tsar Pierre Ier de Russie fait appeler Burchart à son chevet, mais le célèbre docteur-pharmacien apprend le décès du souverain en chemin.
En 1802, Johannes Burchart VIII crée un musée privé de curiosités et de la vie locale. Il le nomme « Mon faible », en français. Cette inscription est encore visible sur le linteau de la porte donnant accès à l'ancien musée. Plusieurs objets de sa collection sont aujourd'hui exposés au musée national de l'histoire estonienne. En 1802, il organise la première exposition d'art à Tallinn.
Jean X décède sans postérité en 1891. Sa sœur cède la propriété à Rudolf Carl Georg Lehbert en 1911, mettant ainsi fin à la vieille entreprise familiale.

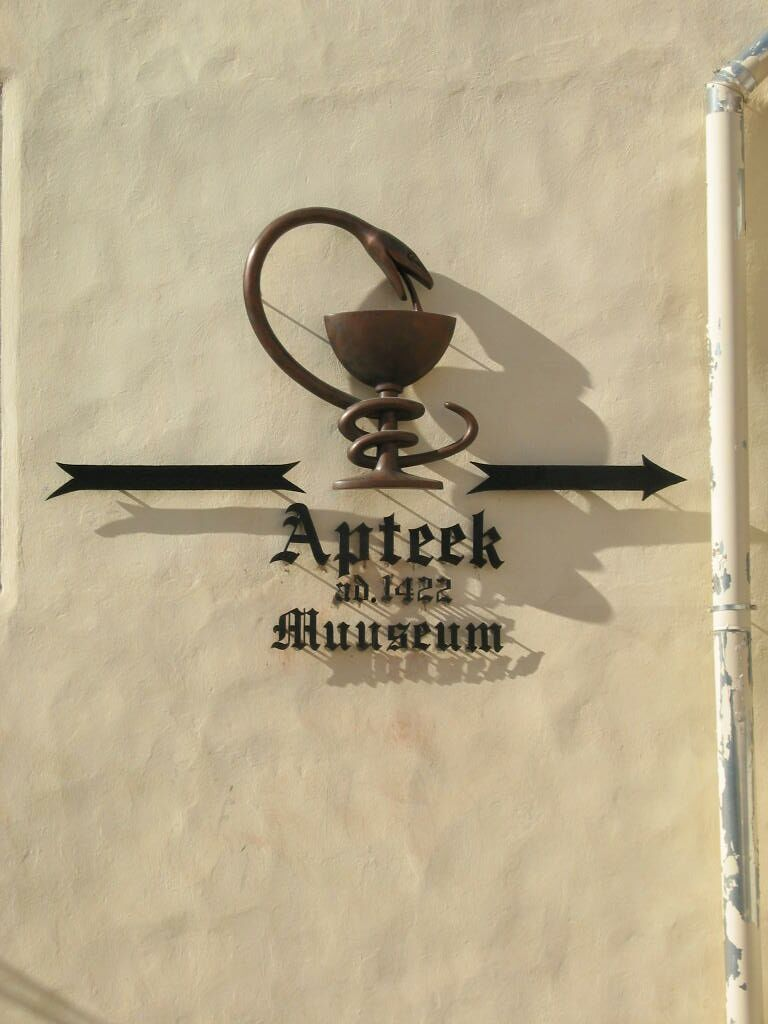
Symbole de la pharmacie

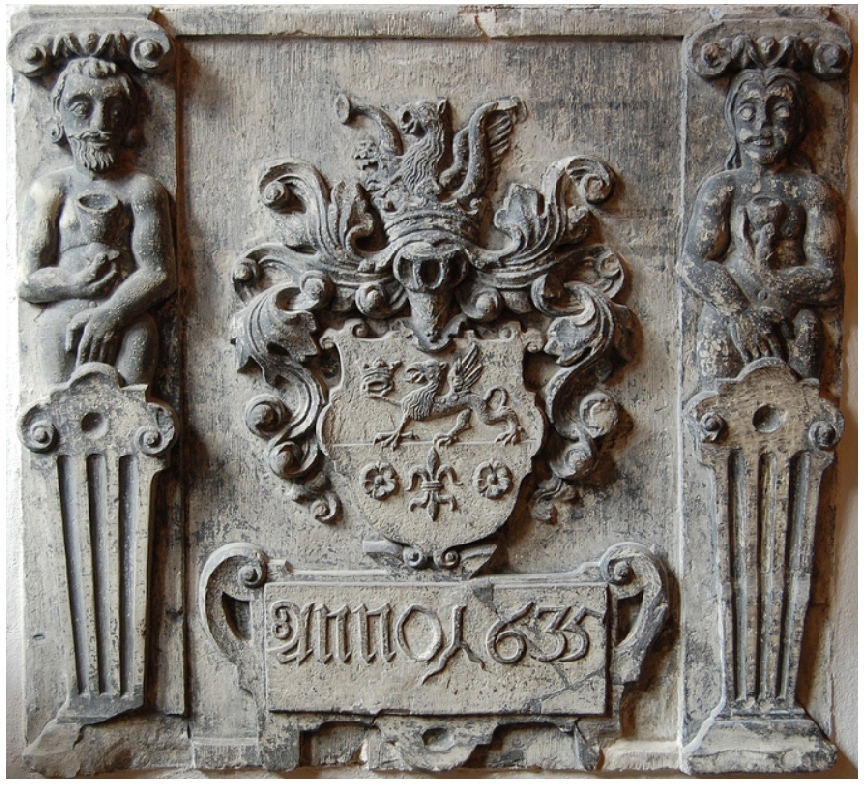
Blason sculpté des Burchard, Dionysius Passer, 1635

### 1944-1991
Durant la seconde occupation des états Baltes (en), la pharmacie est nationalisée.

### De 1991 à aujourd'hui
À partir de 1990, la pharmacie subit une importante rénovation qui avait été négligée pendant presque cinquante ans. La rénovation a duré plus de dix ans, elle s'est terminée en 2003.
Le bâtiment est aujourd'hui situé au 11 Place de l'Hôtel-de-Ville et accueille, en plus d'une pharmacie, un musée et un restaurant au deuxième étage, le Balthasar (depuis 1999).

## Les produits vendus à travers l'histoire

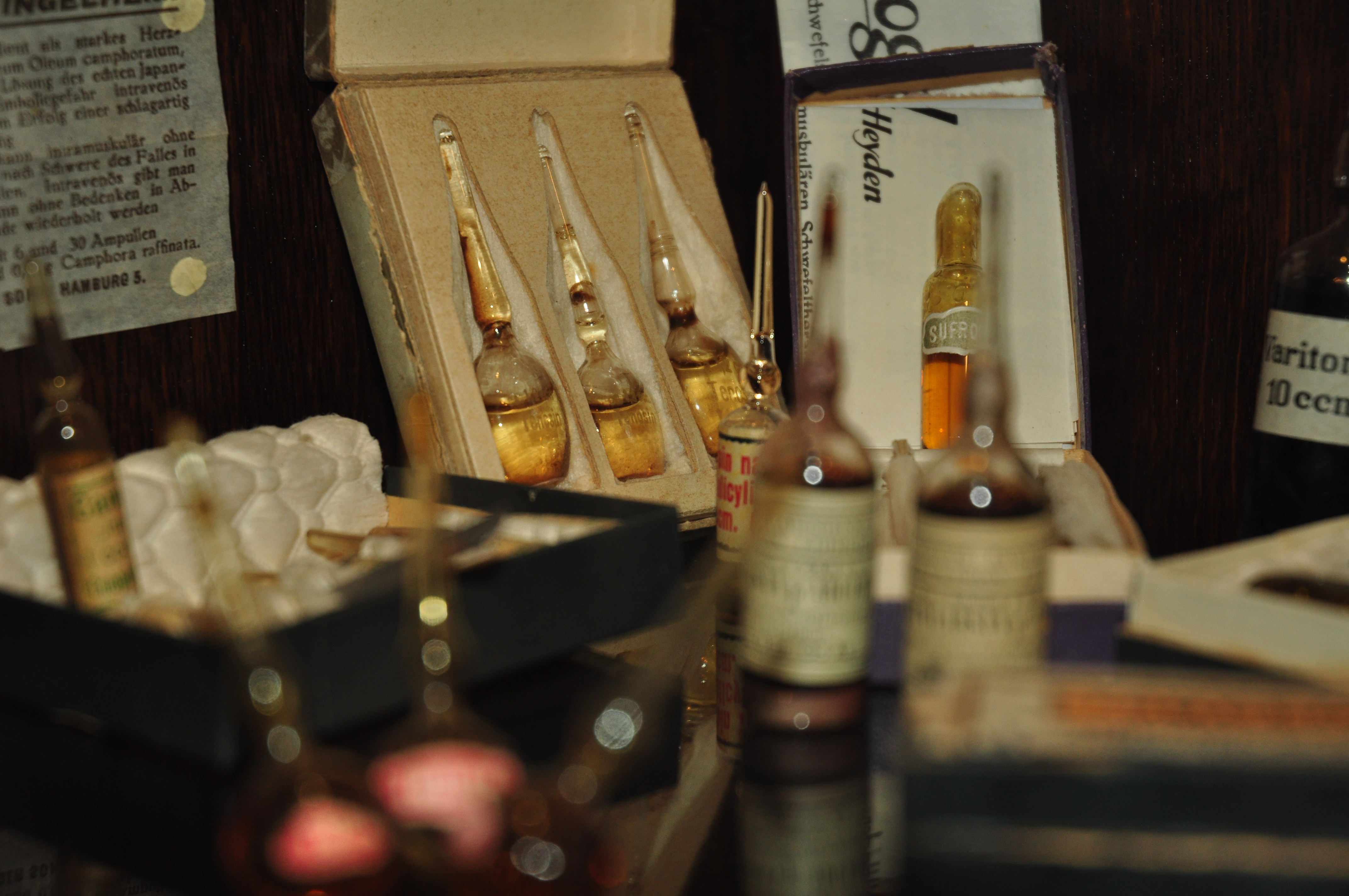
Fioles pharmaceutiques exposées dans le musée

Au Moyen Âge, les patients pouvaient acheter du jus momie (poudre de momies mélangée avec du liquide), de la poudre brûlée de hérissons, des abeilles brûlées, de la poudre de chauve-souris, de la potion à base de peau de serpent et de la poudre de corne de licorne.
Étaient également disponibles des lombrics, diverses herbes et des spiritueux distillés sur place.
On y trouvait également de la nourriture comme des bonbons, des biscuits, des confitures et pâtes d'amandes, des zestes de fruits et des gelées. Des biscuits épicés, appelés "morsells", étaient une spécialité.
On pouvait même y trouver du Klaret, un vin du Rhin sucrée et épicé. Plus tard, la pharmacie a acquis le privilège d'importer par an, et directement de France, environ 400 litres de cognac.
La pharmacie vendait aussi du papier, de l'encre, de la cire à cacheter, des teintures, des poudres, des granulés, des épices, des bougies et des torches. Lorsque le tabac a commencé à être importé en Europe et en Estonie, la pharmacie a été le premier à en vendre.
La pharmacie vend aujourd'hui, comme toute autre pharmacie, les médicaments les plus modernes.

## Sources
- E. Seuberlich, Liv- und Estlands älteste Apotheken. Beiträge zu deren Geschichte gesammelt und bearbeitet, Riga, Druck von F.W. Häcker 1912
- Site du restaurant "Balthasar", au deuxième étage de la pharmacie.
- Histoire de la pharmacie
- R. Sõukand, A. Raal: Data on medicinal plants in Estonian folk medicine: collection, formation and overview of previous researches
- Miljan, Toivo, 2004: Dictionnaire Historique de l'Estonie ()
- K. Brüggemann,R. Tuchtenhagen, Tallinn : Kleine Geschichte der Stadt, Böhlau Verlag GmbH&Cie, Wien, 2011